# Влодзімірув
Влодзімірув (пол. Włodzimirów) — село в Польщі, у гміні Заґурув Слупецького повіту Великопольського воєводства.
Населення — 116 осіб (2011).
У 1975-1998 роках село належало до Конінського воєводства.

## Демографія
Демографічна структура станом на 31 березня 2011 року:
|          | Загалом | Допрацездатний вік | Працездатний вік | Постпрацездатний вік |
| -------- | ------- | ------------------ | ---------------- | -------------------- |
| Чоловіки | 59      | 9                  | 48               | 2                    |
| Жінки    | 57      | 11                 | 32               | 14                   |
| Разом    | 116     | 20                 | 80               | 16                   |